# Roberto Ceruti (giornalista)
Roberto Ceruti (Verona, 21 aprile 1950) è un giornalista, chitarrista, compositore e autore italiano.
Musicista negli anni sessanta, è stato l’ideatore e fondatore della manifestazione Verona Beat, dedicata alla musica di quell'epoca.
Dopo aver conseguito a Verona il diploma di perito aziendale all'Istituto tecnico commerciale Pindemonte frequentò il biennio della facoltà di Scienze politiche dell'Università di Padova ed in seguito conseguì il Bachelor of Arts and Business Administration alla Central California University Los Angeles.
Negli anni '60 suonò la chitarra con varie band veronesi, di cui facevano parte anche Jerry Calà e Umberto Smaila fonte Dopo 30 anni ho rivisto.
{{Dal 1970 suonò con Renato e i Kings fonte Dopo 30 anni ho rivisto. Dal 1971 suonò la chitarra professionalmente con I Monelli. Continuò le esperienze sul palco o in studio con Shel Shapiro (Rokes), Maurizio Vandelli, Umberto Smaila, Tony Sekki & the Caterpillars, Beat Generation, Charlie White Combo e tanti altri. Nel 2013 chiama Bobby Posner e Mike Shepstone dei Rokes dall'Inghilterra e forma The Rokes MB (Mike and Bobby) con cui riporta sui palcoscenici italiani l'indimenticata musica del quartetto inglese.}}
All'inizio degli anni Settanta Ceruti invia i primi articoli a periodici musicali (Ciao 2001 e Ciao amici) e nei primi Ottanta inizia a scrivere regolarmente sul quotidiano Il Mattino di Verona.
Nel 1982 inventa la manifestazione Verona Beat, nome ripreso dall'omonima canzone dei Gatti di Vicolo Miracoli di due anni prima.
Nel 1990 inizia la sua collaborazione continuativa con il quotidiano L'Arena, assunto in seguito a tempo indeterminato (fonte Athesis S.p.a.), attualmente è pensionato collaboratore. Nel 2009 diventa direttore del mensile San Bonifacio Notizie fonte Comune di San Bonifacio e Facebook Media7 e dell'agenzia di comunicazione e stampa online Media7 e condirettore del periodico Verona Magazine, oltre che Capo Ufficio Stampa del Comune di San Bonifacio (VR) e Portavoce del Sindaco Antonio Casu e precedentemente Addetto Stampa dei Comuni di Cologna Veneta, San Giovanni Lupatoto oltre che di Euganea Energia, multinazionale vicentina, The Landmark Trust, di cui è presidente il Principe Carlo d'Inghilterra, dell’associazione di 37 Comuni “La Sentinella dei Fiumi” e dell’azienda partecipata del Comune di Verona, Agec. Contemporaneamente, suona con varie formazioni e diventa direttore artistico di diverse produzioni discografiche, tra cui "La prima volta" e "Go skaGo" dei Niù Tennici, "Dio è altrove", "Esplosioni nucleari a Los Alamos" di Marco Ongaro, dove è anche chitarrista, coautore e arrangiatore, “Il manuale del piccolo esploratore” di Bruno Lauzi dove è anche chitarrista, “Acid Blues” con Bruno Marini, Frank Moreno e Barry Robinson, ospite Tolo Marton, in cui è autore di parte dei brani, direttore artistico e chitarrista e “The Beatles in Blues” di Rudy Rotta come direttore artistico e consulente musicale.
Attualmente è giornalista professionista pensionato e dopo aver prodotto artisticamente il cd "I love Verona", in cui compare anche Bobby Solo con il pezzo omonimo (musica di Bobby e testo di Ceruti), una delicata folk ballad dedicata alla città di Romeo e Giulietta, oltre a classici degli anni '60 e ad inediti in veronese di Ceruti e Paolo Tosi, cantati dal leader delle Ombre Roberto Genovesi, ha realizzato anche "Quando Verona era la Liverpool italiana" e "La Rivoluzione del Beat a Verona" con protagonisti i più importanti gruppi beat veronesi, come Kings, Mercenari, Anabas, Squali, Scosse, Misteriosi, Anime nere, Ombre e Tornados, distribuito in edicola con il quotidiano di Verona L'Arena.

## Discografia
- Beat generation (1982)
- Top rock for peace (1995)
- Acid Blues (2002)
- Music of the wood di Lorenza Pollini (2002)
- The beatles in blues di Rudy Rotta (2002)
- Dio è altrove di Marco Ongaro (2002)
- Il manuale del piccolo esploratore di Bruno Lauzi (2003)
- Esplosioni nucleari a Los Alamos di Marco Ongaro (2004)
- I love Verona di Roberto Genovesi/Bobby Solo (2008)
- Quando Verona era la Liverpool italiana de Le Ombre con Renato dei Kings (2011).
- La Rivoluzione del Beat a Verona